# Chartreuse de Świdwin
 (avril 2020).
La chartreuse de Marienfried ou chartreuse de Notre-Dame-de-La-Paix-de-Dieu (en allemand : Gottesfriede) était un ancien monastère chartreux, fondée en 1443, sur les bords de la Rega, à la périphérie de Świdwin (en allemand : Schivelbein) ville de la voïvodie de Poméranie occidentale, dans le nord-ouest de la Pologne.

## Histoire
Sa fondation est surtout l’œuvre collective du grand maître de l’ordre Teutonique, Konrad von Erlichshausen, et de la ville de Świdwin, avec son prévôt, Waller Kerskorff. Dans un acte de 1443, Henri Borck ou de Brocke, propriétaire de Łobez, accorde aux chartreux de prendre à Keynevelde autant de chaux et de bois qu'il est nécessaire pour construire leur monastère et promet de se montrer toujours l'ami, le patron et le défenseur des moines. Elle est incorporée par le chapitre général en 1445. 
Deux ans plus tard, la ville de Świdwin rédige une charte en faveur de la communauté naissante. D'après cet acte, les édiles déclarent qu'ils cèdent aux chartreux, avec le consentement de leur commune, un emplacement, voisin de la Rega, appelé Paix-de-Dieu, destiné à la construction d'une chartreuse selon les coutumes de l'Ordre. De plus, les religieux reçoivent un autre emplacement dans la ville, pour y élever une maison pour assurer plus commodément le règlement de leurs affaires. La municipalité de Świdwin prend finalement sous sa protection la chartreuse et prie les habitants de la cité de se montrer favorables et serviables aux moines, afin qu'ils puissent mener une vie paisible.
Une charte de 1454 semble montrer que la mort du grand-maître en 1449 lui est dommageable. En 1450, son successeur Ludwig von Erlichshausen reçoit aussi du Chapitre général le titre de fondateur mais il se voit obligé, en 1454, par suite de revers de fortune, de vendre la Nouvelle-Marche et Świdwin à l'électeur de Brandebourg, Frédéric II, de la maison de Hohenzollern. Celui-ci octroie une charte où il dit que le pauvre monastère de la Paix-de-Dieu a été à plusieurs reprises attaqué et lésé dans ses biens, de sorte que le service divin se ralentit et menace de se ralentir davantage. Afin de prévenir ce malheur, il prend sous sa sauvegarde le monastère avec les religieux et leurs possessions. Mikołaj Bażyński (Niklas von Baysen) (1481–†1503), gouverneur de Prusse, fait construire et dote trois cellules.
L’électeur, Jean, margrave de Brandebourg-Custrin passe à la Réforme en 1538 ; c’est en 1552 qu’il aurait supprimé la chartreuse, sans doute alors très dépeuplée, faute de recrutement, comme tous les monastères de la région.

## Prieurs et moines notables
Le prieur est le supérieur d'une chartreuse, élu par ses comprofès ou désigné par les supérieurs majeurs. 
- 1445 : Henning, prieur ; Barthélémy vicaire ; Jean, procureur
- Erasme (†1469).
- Laurent (†1482).
- Jacques (†1537), fut aussi recteur de Gripsholm en Suède.